# El Casar (Getafe)
El Casar es una zona del barrio Getafe Norte, perteneciente este al municipio de Getafe (Comunidad de Madrid, España). Esta zona residencial está situada en el noreste del municipio. Es un área residencial con muchas chalets adosados organizadas en cooperativas, que recuerda mucho al Sector III. La zona se construyó a mediados y finales de los años 1990 junto al resto de Getafe Norte. Cerca de él está la Piscina cubierta de Getafe Norte y el recinto ferial. Por el barrio pasa la Línea C-3 de tren de Cercanías y las líneas 3 y 12 (Metrosur) de Metro de Madrid con una estación común: "El Casar". También pasan varias líneas de autobús.